# Chiloscyphus pallescens
Chiloscyphus pallescens là một loài rêu tản trong họ Lophocoleaceae. Loài này được (Ehrh. ex Hoffm.) Dumort. miêu tả khoa học lần đầu tiên năm 1831.

## Hình ảnh

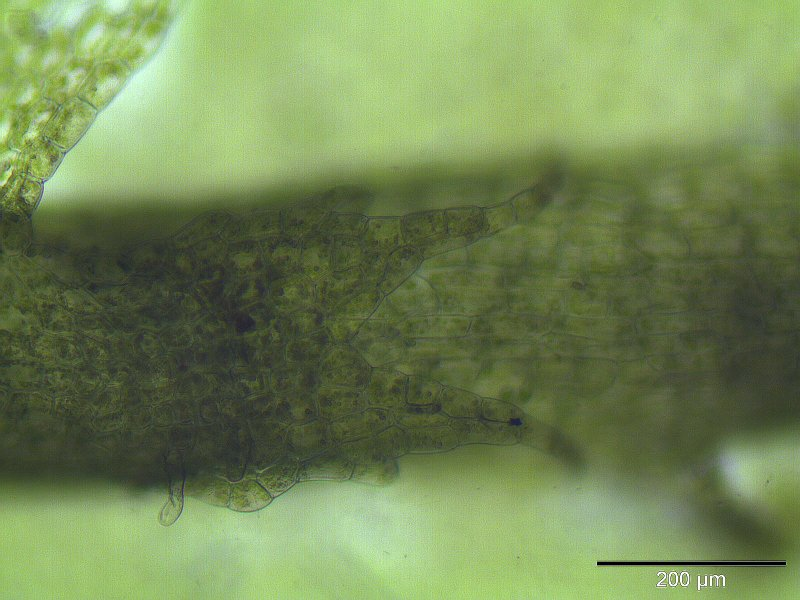
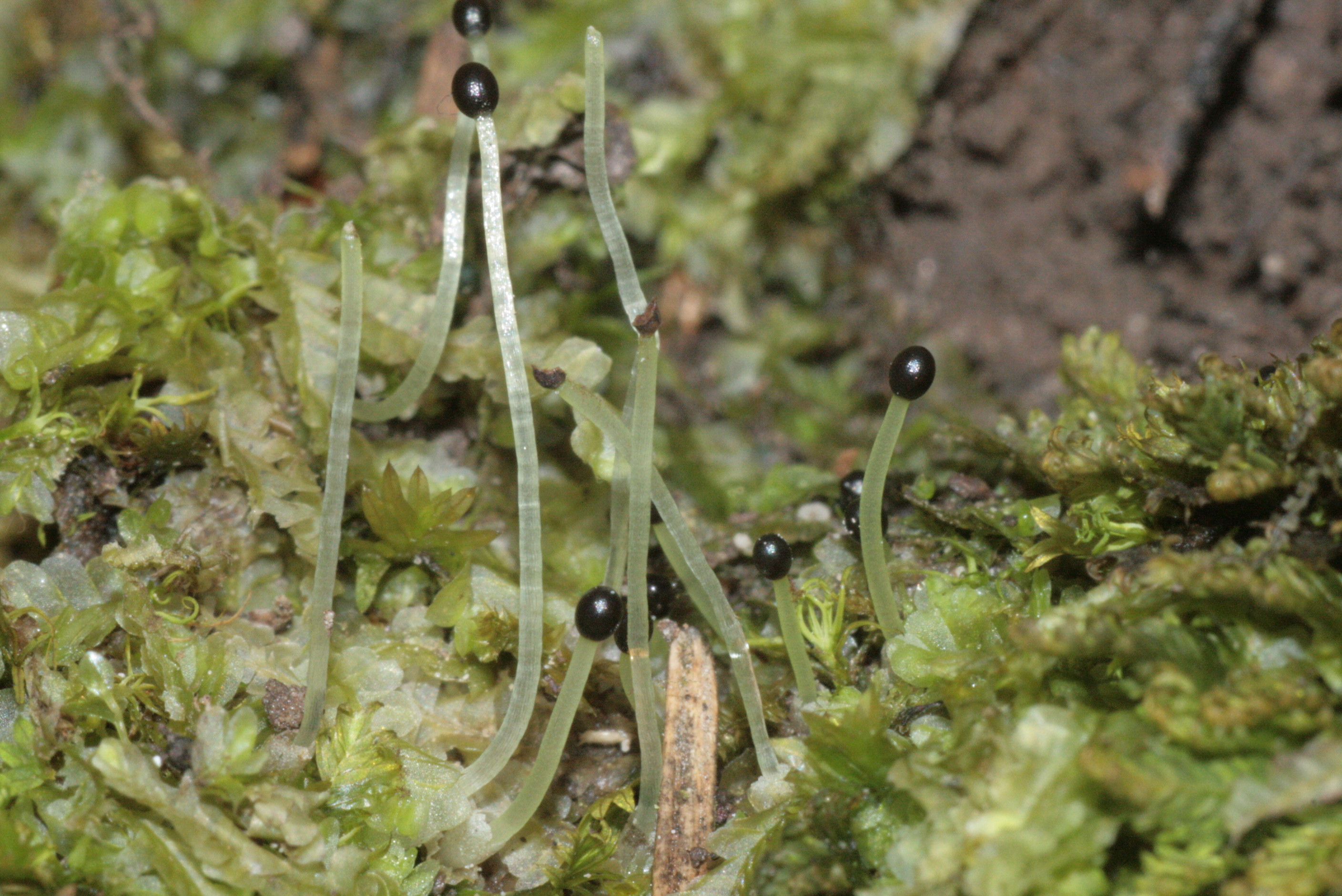
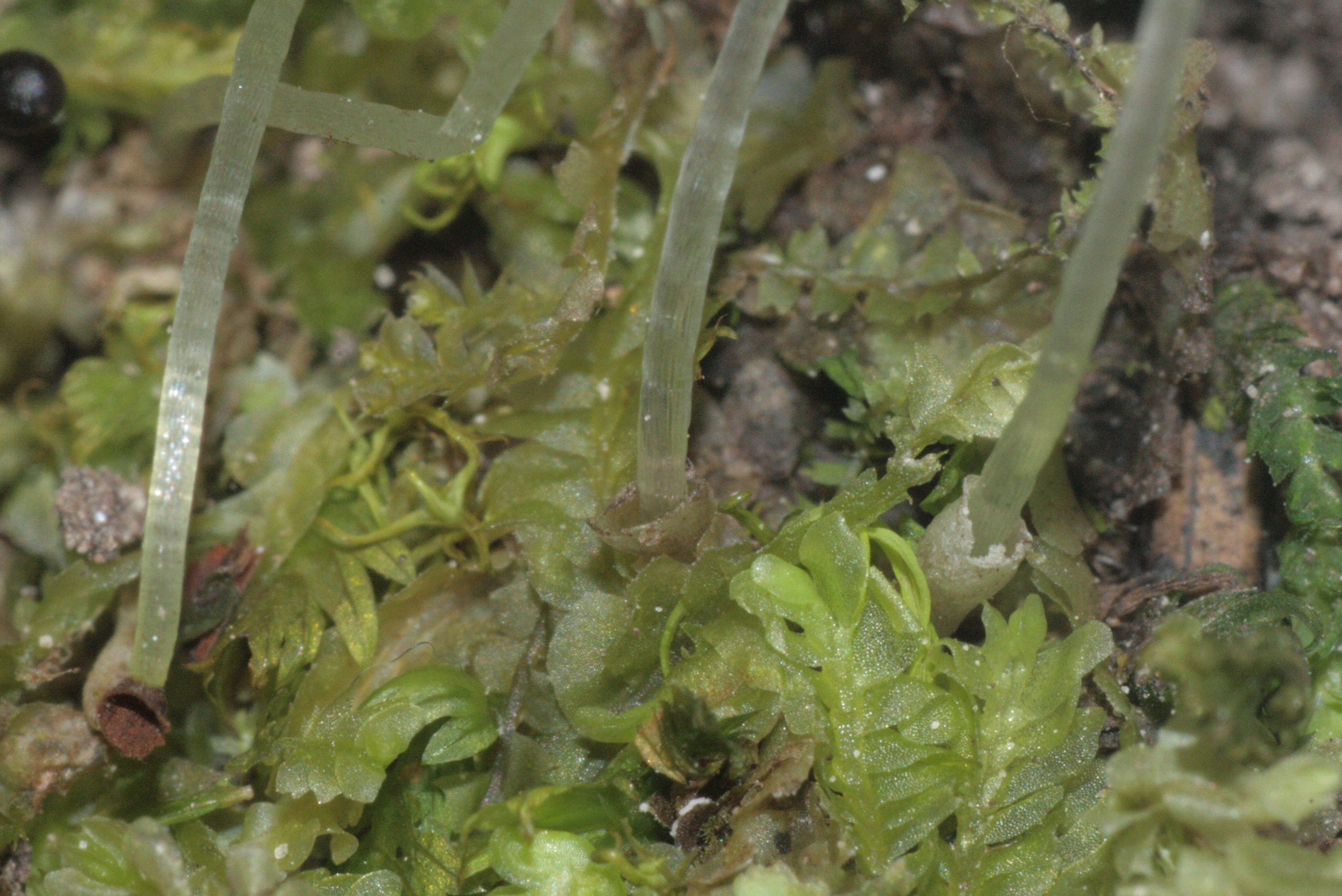
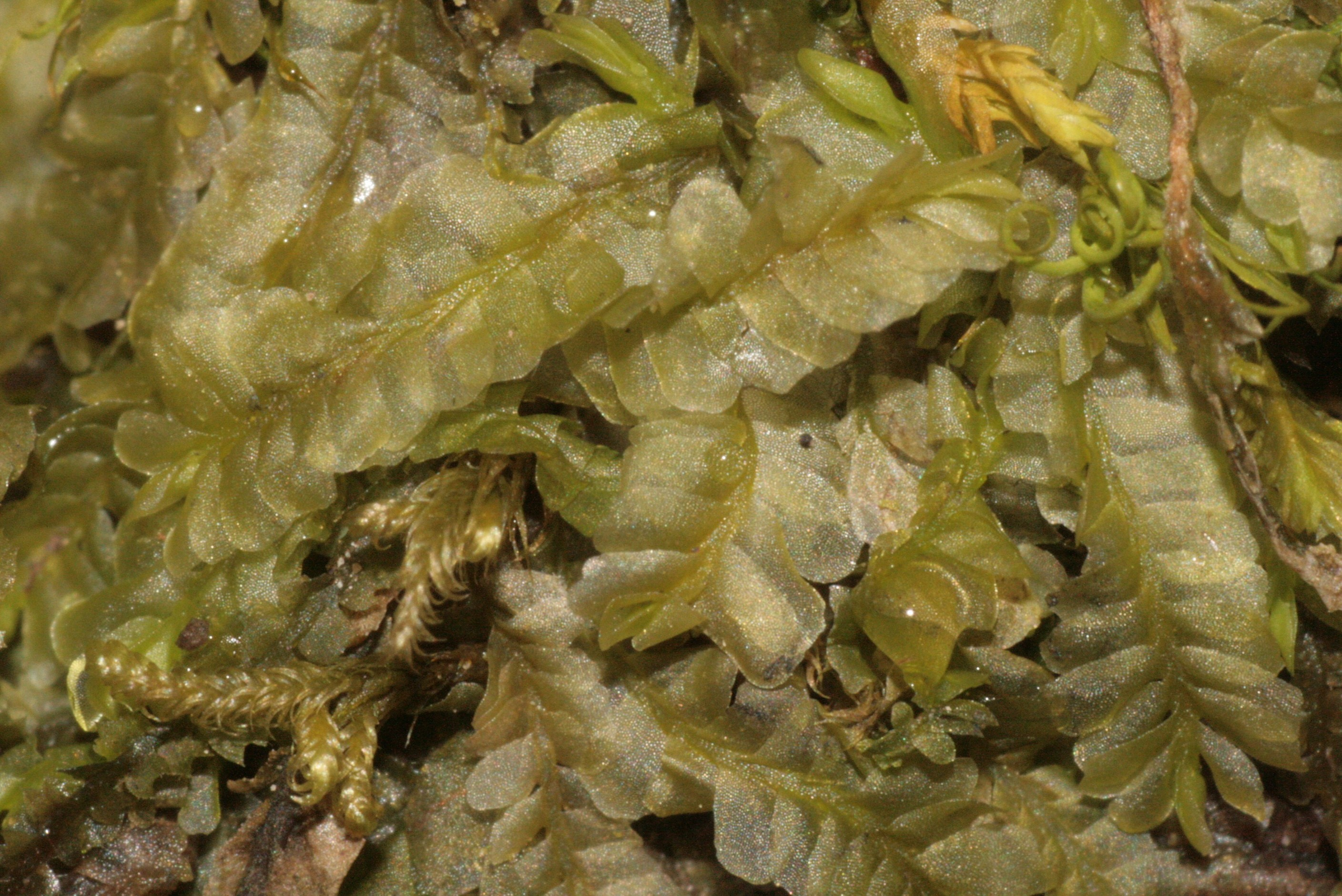